# وحدة الطوارئ العسكرية
وحدة الطوارئ العسكرية (بالإسبانية: Unidad Militar de Emergencias)، أومي; تلفظ بالإسبانية: ‎/uniˈðað miliˈtaɾ ðe emeɾˈxenθjas/‏) هو فرع من القوات المسلحة الإسبانية مسؤول عن توفير الإغاثة في حالات الكوارث في جميع أنحاء إسبانيا بشكل رئيسي، وفي الخارج إذا لزم الأمر. وهو أحدث فرع للقوات المسلحة الإسبانية.

## تاريخ
اتفق على قرار إنشاء وحدة الطوارئ العسكرية في اجتماع لمجلس وزراء حكومة خوسيه لويس ثباتيرو في 7 أكتوبر 2005. وقد صدر هذا القانون بموجب المرسوم الملكي رقم 416/2006 في 11 أبريل 2006.

## البعثات
1. التدخل أثناء حالات الطوارئ التي يرجع أصلها إلى المخاطر الطبيعية؛ ومن بين هذه الفيضانات، والزلازل، والانهيارات الأرضية، والعواصف الثلجية الكبيرة وغيرها من الظروف الجوية السيئة.
2. التدخل في مكافحة حرائق الغابات.
3. التدخل أثناء حالات الطوارئ الناجمة عن المخاطر التكنولوجية؛ ومن بينها المخاطر الكيميائية والنووية والإشعاعية والبيولوجية
4. التدخل أثناء حالات الطوارئ نتيجة للهجمات الإرهابية أو الأعمال غير المشروعة أو العنيفة، بما في ذلك تلك الأعمال ضد البنى التحتية الحيوية أو المنشآت الخطرة أو باستخدام العوامل النووية أو البيولوجية أو الإشعاعية أو الكيميائية.
5. التدخل أثناء حالات التلوث البيئي.
6. التدخل أثناء أي حالة طوارئ أخرى يراها رئيس وزراء إسبانيا مناسبة.

## رؤساء
| رتبة          | اسم                         | يبدأ           | نهاية                 |
| ------------- | --------------------------- | -------------- | --------------------- |
| فريق في الجيش | فولجنسيو كول بوشر           | 21 يناير 2006  | 19 يوليو 2008         |
| فريق في الجيش | خوسيه إميليو رولدان باسكوال | 25 يوليو 2008  | 26 سبتمبر 2012        |
| فريق في الجيش | سيزار مورو بينياس           | 28 سبتمبر 2012 | 15 مايو 2015          |
| فريق في الجيش | ميغيل ألكانيز كوماس         | 23 مايو 2015   | 16 أكتوبر 2019        |
| فريق في الجيش | لويس مانويل مارتينيز ميجيدي | 23 أكتوبر 2019 | مايجب في الوضع الراهن |

## منظمة
يتكون وحدة الطوارئ العسكرية من المقر الرئيسي (يونيداد دي كوارتيل العامة، UCG).
- خمس كتائب للتدخل في حالات الطوارئ (Batallon de Intervención en Emergencias)،

- فوج الدعم
- كتيبة الاتصالات (Batallón de Transmisiones)
- مجموعة طيران (Agrupación de Medios Aéreos)

| اسم        | مقر                           | المناطق المخدومة |
| ---------- | ----------------------------- | --- |
| بيم الأول  | قاعدة توريخون دي أردوز الجوية | أفيلا، سيغوفيا، مدريد، كاسيريس، غوادالاخارا، كوينكا، سيوداد ريال، توليدو                                                                            |
| بيم الثاني | قاعدة مورون الجوية            | بطليوس، هويلفا، إشبيلية، قادس، مالقة، قرطبة، جيان، غرناطة، سبتة، مليلية، فويرتيفنتورا، غران كناريا، لا غوميرا، الهيرو، لانزاروت، لا بالما، تينيريفي |
| بيم الثالث | بيتيرا                        | الباسيتي، مورسيا، أليكانتي، فالنسيا، كاستيلون، جزر البليار                                                                                          |
| بيم الرابع | قاعدة سرقسطة الجوية           | بيسكاي، غيبوسكوا، ألافا، لاريوخا، سوريا، نافار، سرقسطة، هويسكا، تيرويل، ليدا، تاراغونا، برشلونة، جيرونا                                             |
| بيم الخامس | سان أندريس ديل رابانيدو       | بونتيفيدرا، لا كورونا، لوغو، أورينس، أستورياس، كانتابريا، ليون، زامورا، سالامانكا، بلد الوليد، بالنثيا، بورغوس                                      |

| اسم      | مقر                           |
| -------- | ----------------------------- |
| يو سي جي | قاعدة توريخون دي أردوز الجوية |
| رايم     | قاعدة توريخون دي أردوز الجوية |
| بتوم     | قاعدة توريخون دي أردوز الجوية |
| اجروميدا | قاعدة توريخون دي أردوز الجوية |

## صور

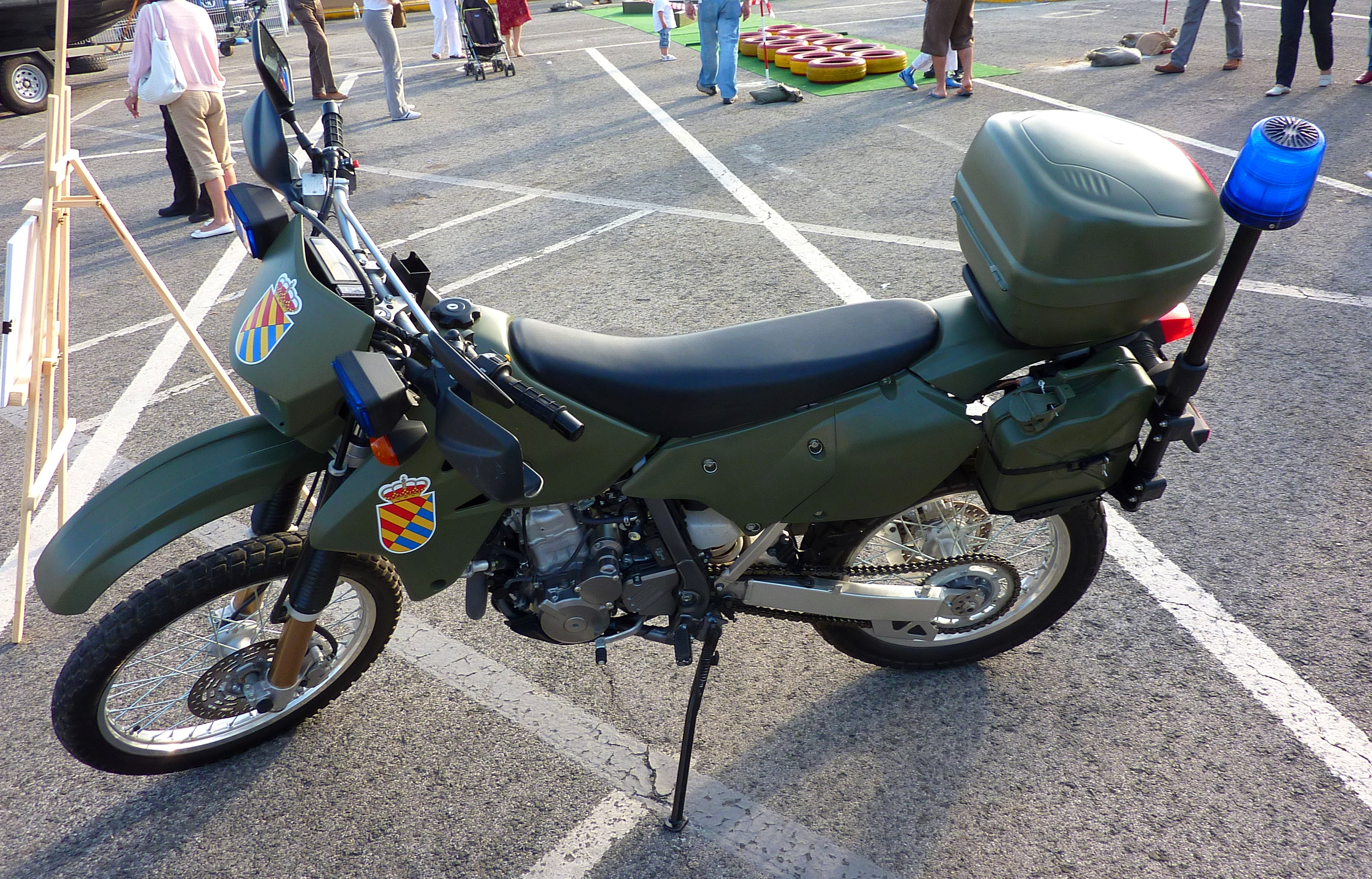
سوزوكي DRZ 400
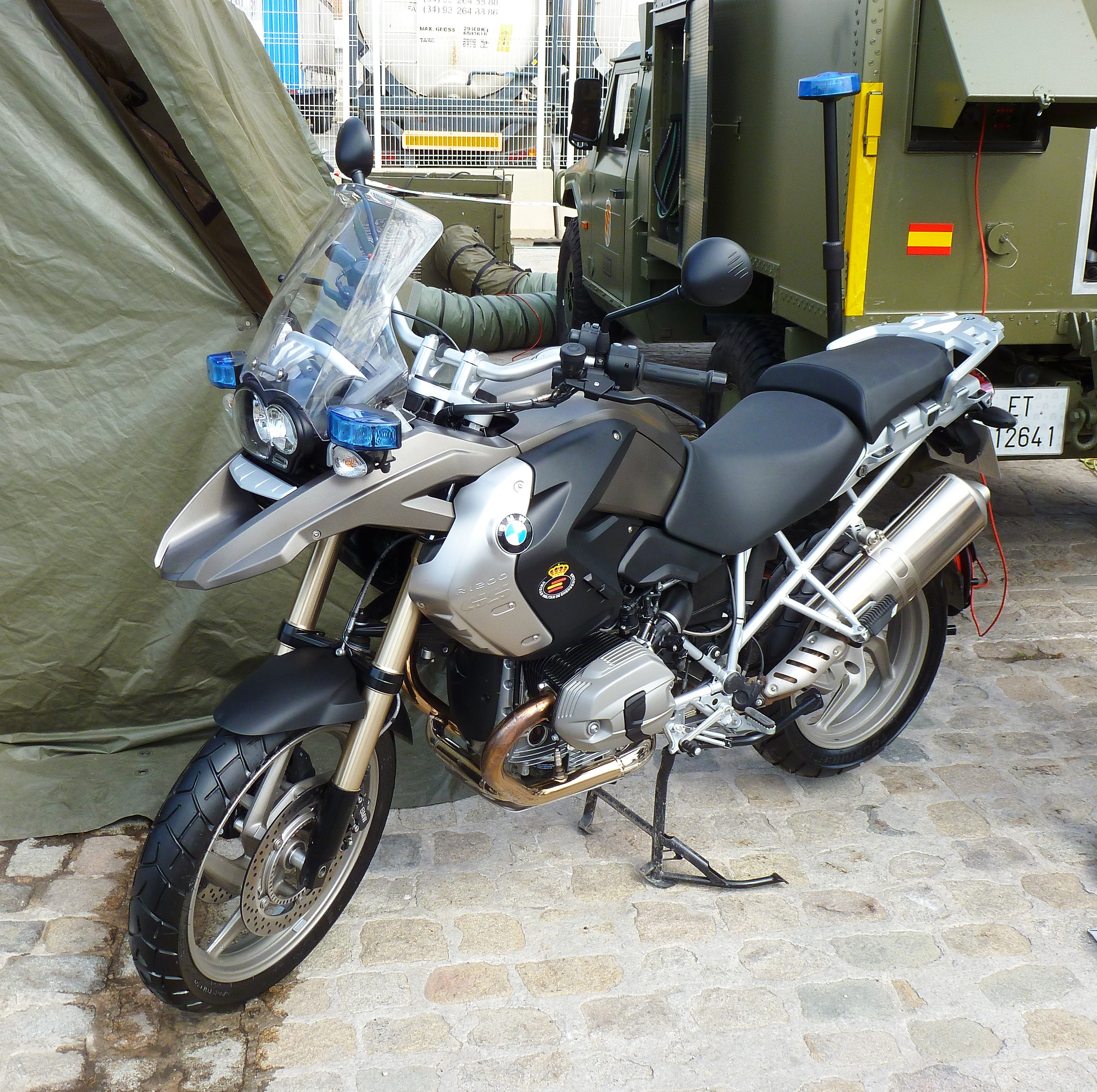
بي إم دبليو آر 1200 جي اس
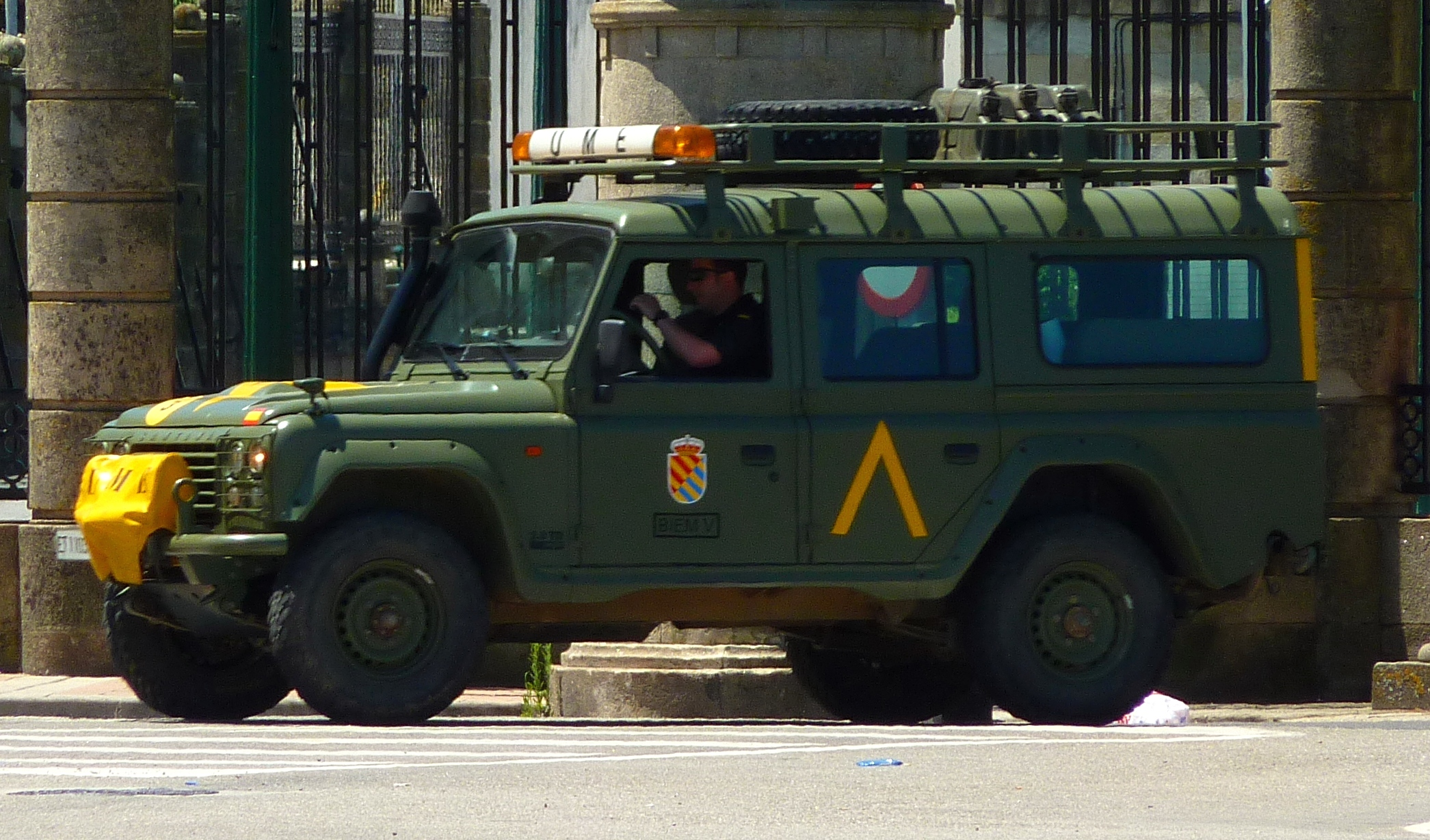
سانتانا هانيبال
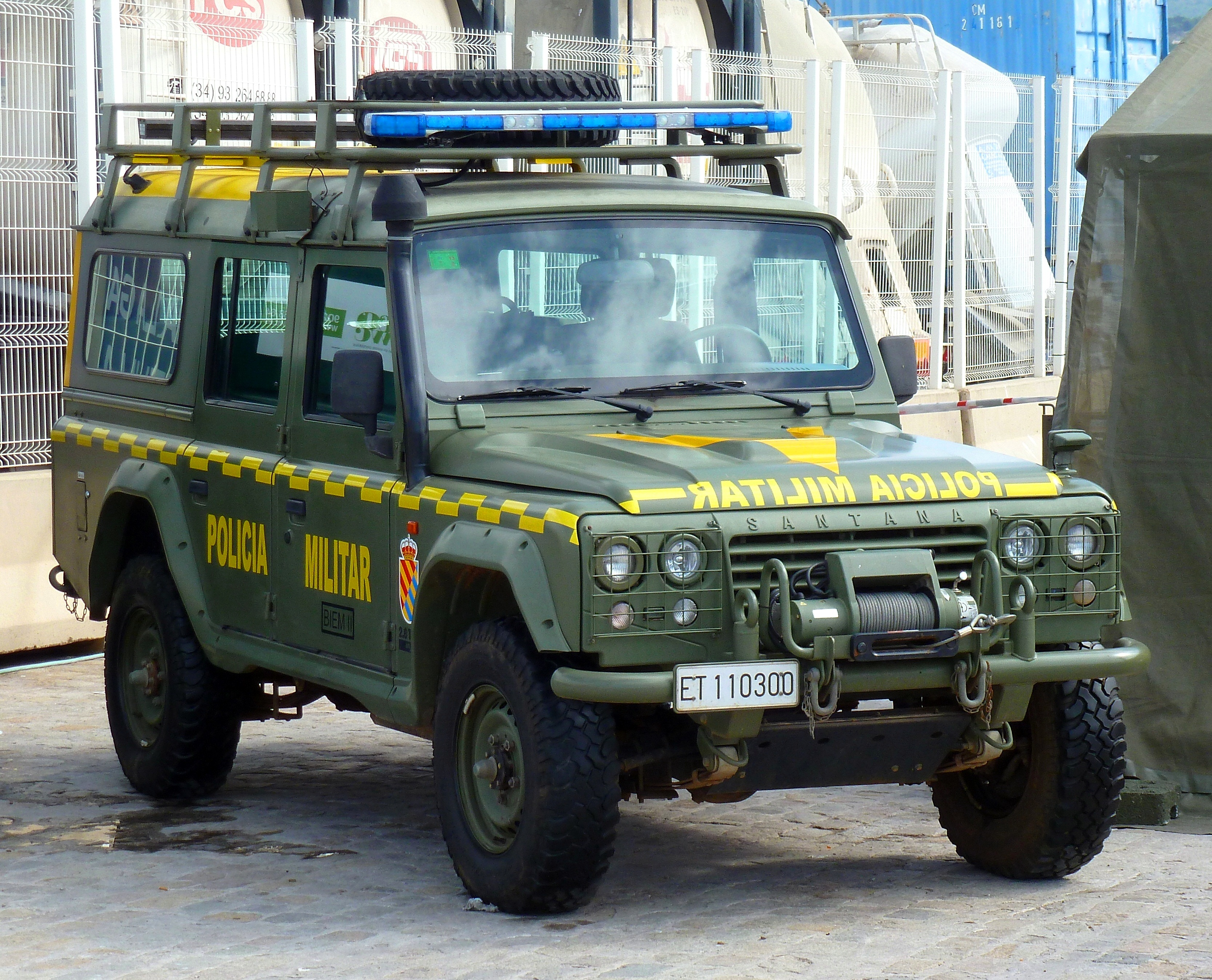
مركبة شرطة عسكرية
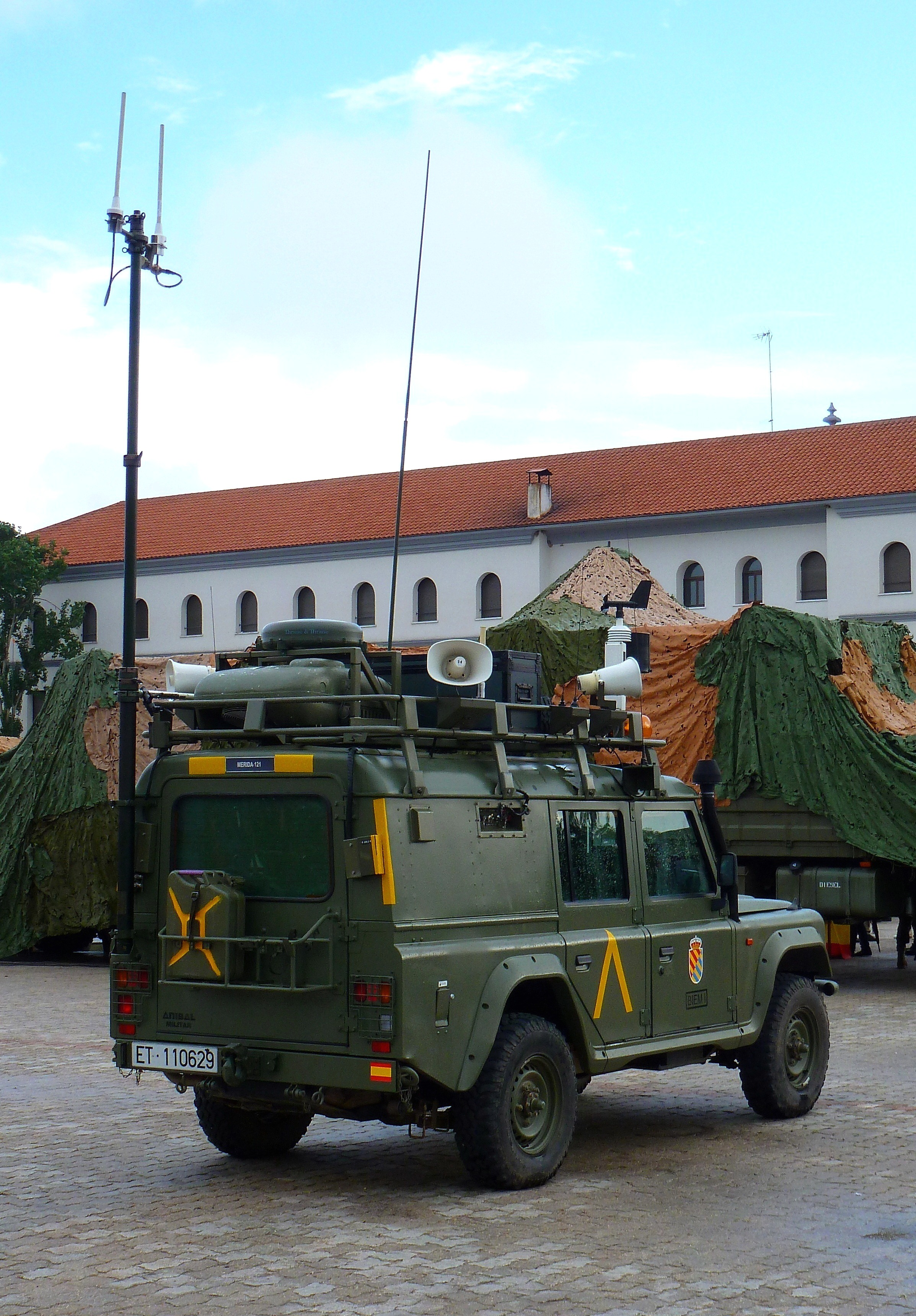
مركبة الاتصالات ميريدا
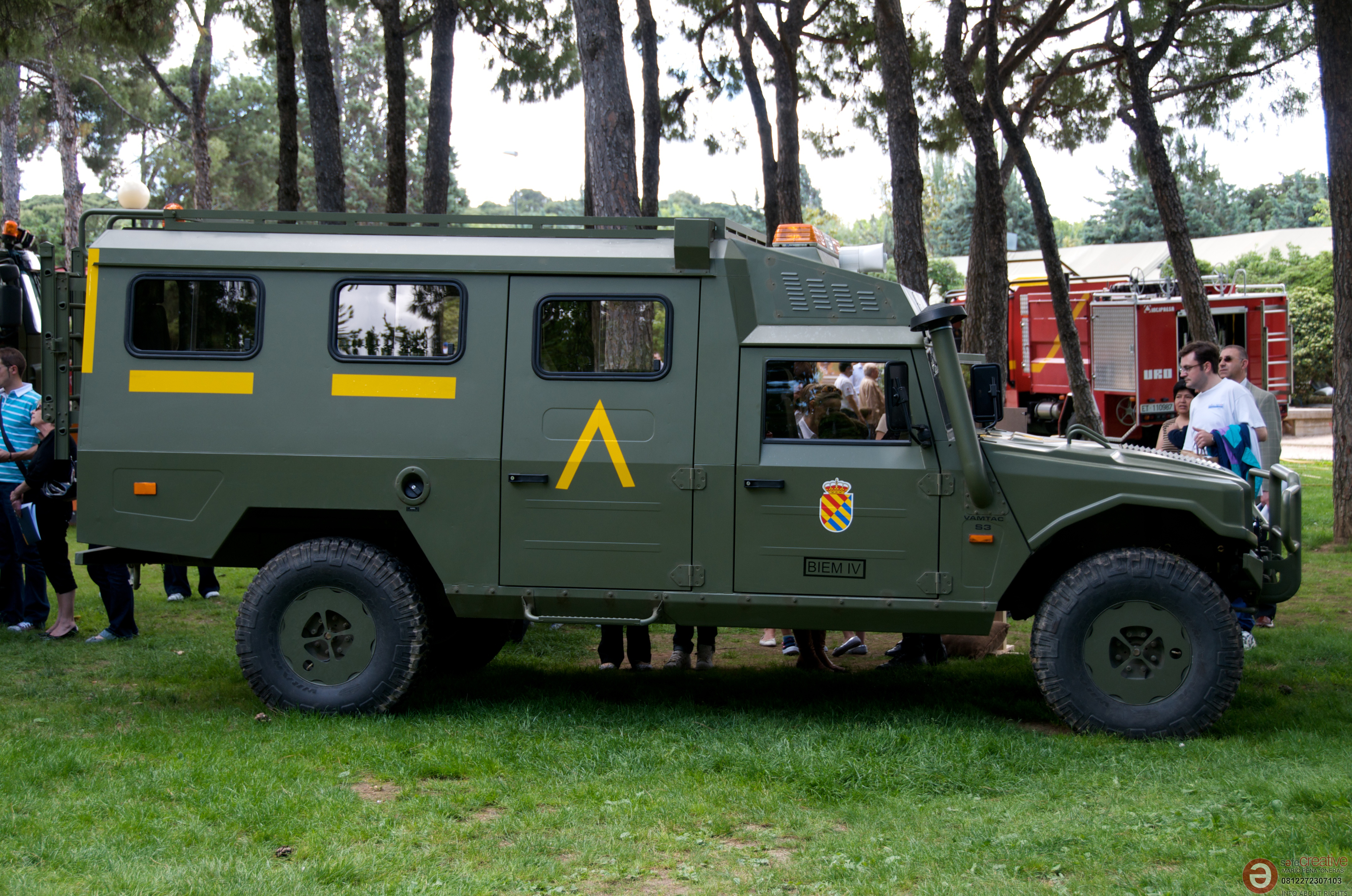
أورو فامتاك
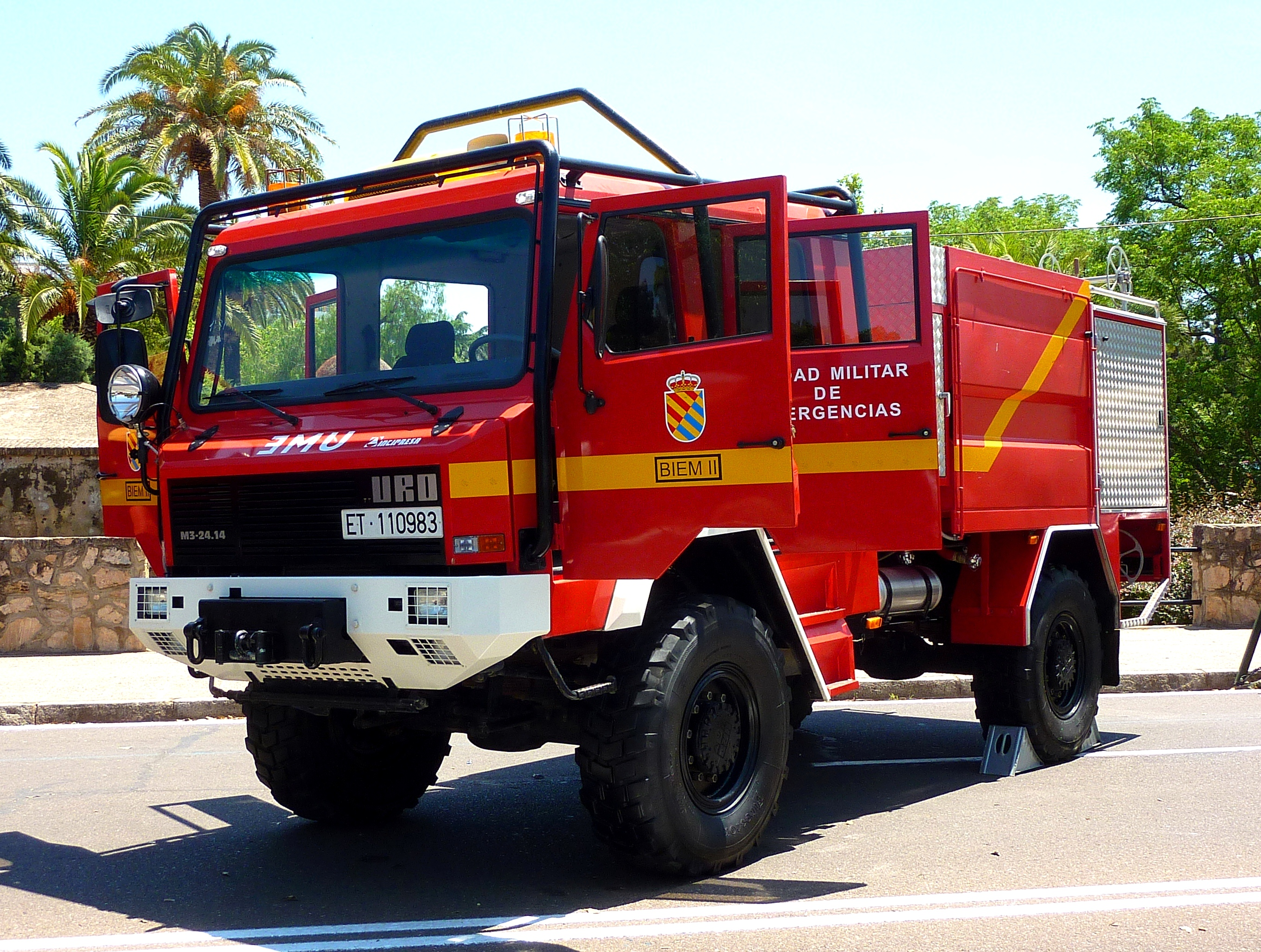
سيارة إطفاء
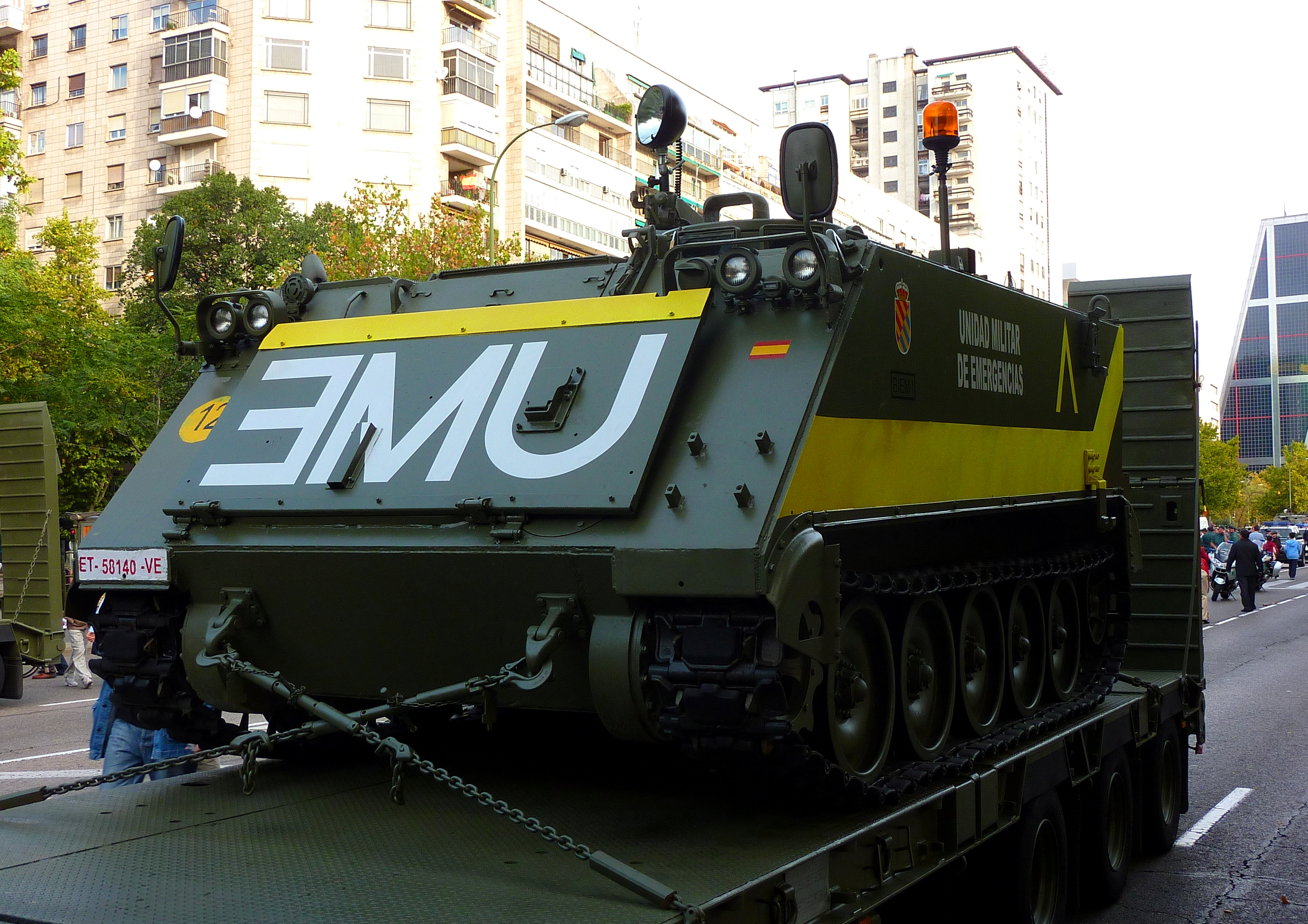
إم-113 ناقلة جنود مدرعة
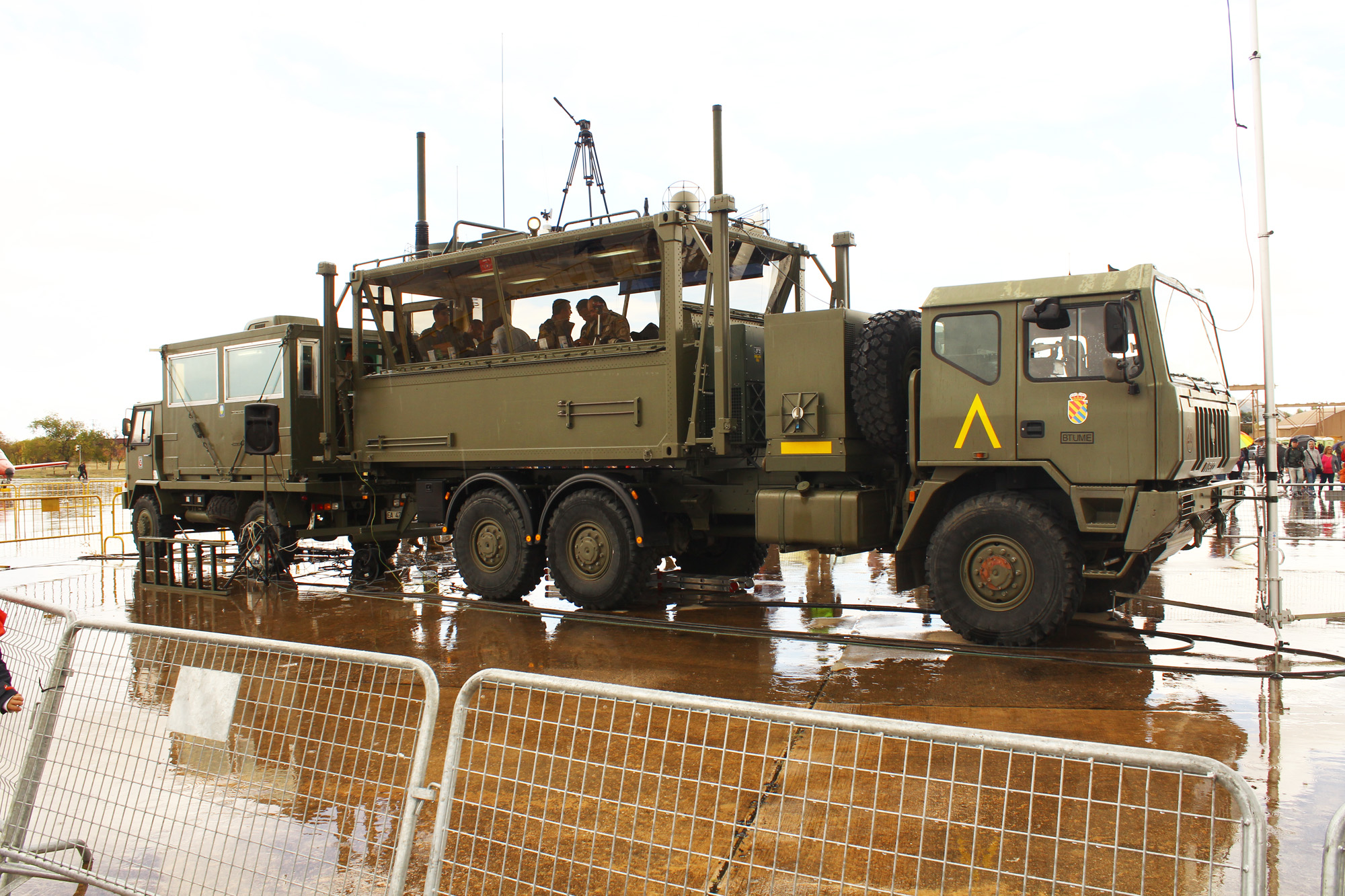
مركز القيادة المحمول
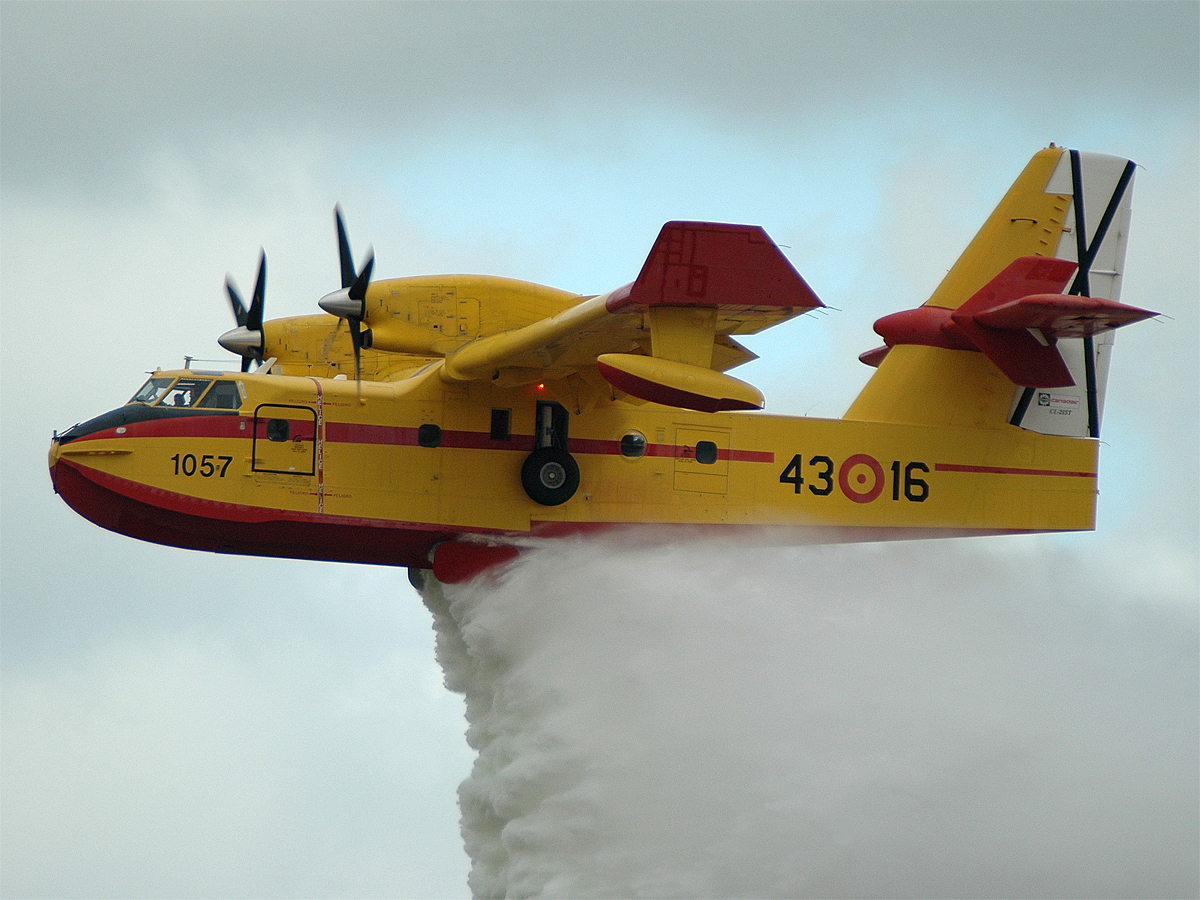
كنداير سي إل-215
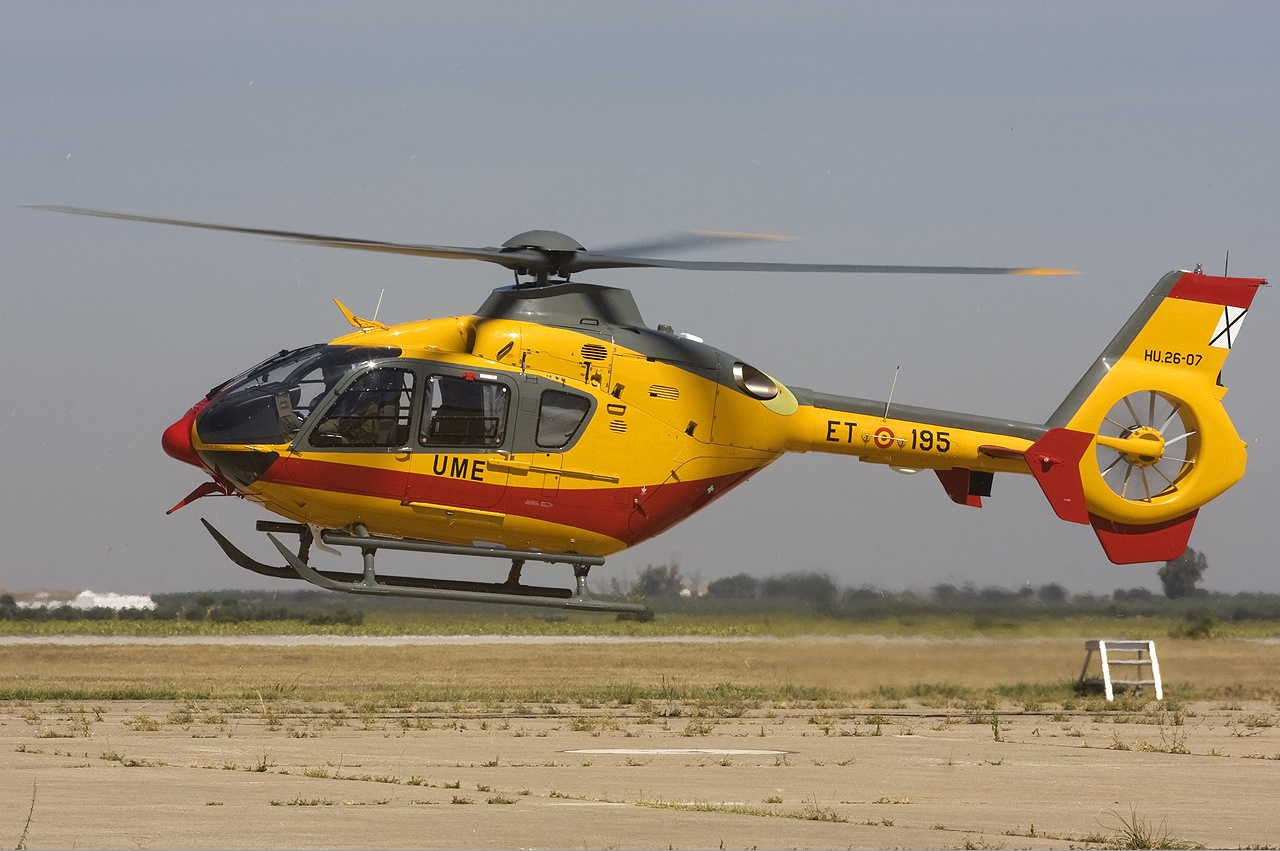
يوروكوبتر إي سي 135

## روابط خارجية
- الموقع الرسمي